# Hypolimnas lisianassa
Hypolimnas lisianassa är en fjärilsart som beskrevs av Pieter Cramer 1782. Hypolimnas lisianassa ingår i släktet Hypolimnas och familjen praktfjärilar. Inga underarter finns listade i Catalogue of Life.